# Szűcs István (színművész)
Szűcs István (Tét, 1942. március 4. – Győr, 2006. január 23.) magyar színész, a Győri Nemzeti Színház Örökös Tagja.

## Életpályája
Téten született, 1942. március 4-én. 1960-tól a győri Kisfaludy Színházban játszott. Gazdag művészi pályafutása alatt 250 szerepet, 80 főszerepet játszott el, zenés és prózai, vígjátéki és tragikus művekben. Rendhagyó irodalomóráival, önálló estjeivel, iskolákban, klubokban, nyugdíjas otthonokban is fellépett. A győri társulat örökös tagjai közé is beválasztották. Szerepelt a Csörgősipka Színház előadásain is.

## Fontosabb színpadi szerepei
- William Shakespeare: III. Richárd... Rivers
- Molière: Scapin furfangjai... Géronte
- Edmond Rostand: Cyrano de Bergerac... Christian
- Makszim Gorkij: Éjjeli menedékhely... Tatár
- Georg Büchner: Danton halála... Dillon
- Arthur Miller: Pillantás a hídról... Rodolfo; Alfieri
- Tennessee Williams: Macska a forró bádogtetőn... Tooker tiszteletes
- John Patrick: Teaház az Augusztusi Holdhoz... Oshira
- Vörösmarty Mihály: Csongor és Tünde... Csongor
- Szigligeti Ede: Liliomfi... Liliomfi
- Gárdonyi Géza: Ida regénye... Balogh János
- Heltai Jenő: A néma levente... Agárdi Péter
- Márai Sándor: A kassai polgárok... Leonardus, a szűcs
- Németh László: Széchenyi... Gutherz doktor
- Szabó Magda: Régimódi történet... Dudek
- Schönthan testvérek - Kellér Dezső - Horváth Jenő - Szenes Iván: A szabin nők elrablása... Szendeffy
- Csemer Géza - Szakcsi Lakatos Béla: Piros karaván... Szent Péter
- Ábrahám Pál: Viktória... Kozák tiszt
- Huszka Jenő: Mária főhadnagy... Csajághy
- Szirmai Albert - Bakonyi Károly: Mágnás Miska... Leopold
- Eisemann Mihály: Én és a kisöcsém... Kelemen Félix
- Fülöp Kálmán: Bajnokcsapat... Zoli
- Zágon István - Nóti Károly - Eisemann Mihály: Hyppolit a lakáj... Makáts főtanácsos
- Johann Strauss: A denevér... Blind
- Hervé: Nebáncsvirág... Fernand de Champlaterux, hadnagy
- Pancso Pancsev: Mese a négy sapkáról... Petko gazda, az ikrek apja

## Filmek, tv
- Játék a múzeumban (1966)
- Hamlet (1983)
- Erózió (1992)
- A három testőr Afrikában (1996)... Káplár
- Komédiások – Színház az egész… (2000)... Imi, a klímatáros
- Zsaruvér és Csigavér II.: Több tonna kámfor (2002)
- Hősöm tere (2006)
- Szuromberek királyfi (2007)